# Dickbauchseepferdchen
Das Dickbauchseepferdchen (Hippocampus abdominalis) ist eine der größten Arten aus der Gattung der Seepferdchen, lebt in den Gewässern südöstlich Australiens und in ganz Neuseeland. Laut der IUCN ist diese Art nicht gefährdet.

## Merkmale
Das Dickbauchseepferdchen ist mit einer Länge von bis zu 35 Zentimetern das größte Seepferdchen in Australien und damit einer der größten Vertreter der Gattung Seepferdchen. Durchschnittlich erreicht es eine Länge von circa 18 Zentimetern. Wie bei anderen Seepferdchen wird der recht kleine Kopf, der an einen Pferdekopf erinnert, im rechten Winkel zum schlanken Körper gehalten, die Augen können sich unabhängig voneinander bewegen und der Schwanz kann Gegenstände umklammern. Es besitzt eine mäßig lange Schnauze sowie eine tief liegende, dreieckige Krone und abgerundete Höcker über den Augen. Anstelle von Schuppen, wie bei den meisten anderen Fischen üblich, besitzt es ringförmig um den Rumpf angeordnete Knochenplatten. Insgesamt werden so 12 bis 13 Knochenringe gebildet. Schwimmen wird durch seine schnell oszillierende Rückenflosse ermöglicht; um zu steuern, kann es jede Flosse separat verwenden. Im Gegensatz zu den meisten Seepferdchenarten ist das Dickbauchseepferdchen ein relativ aktiver Schwimmer und schwimmt im Laufe eines Tages bis zu mehrere hundert Meter. Diese Art hat einen großen geschwollenen Bauch, vor allem männliche Exemplare. Wie bei den meisten anderen Seepferdchenarten ist auch das Dickbauchseepferd gut getarnt. Individuen können braun, gelb, grau, weiß, orange sein, gezeichnet mit dunklen Flecken auf Kopf und Rumpf. Ihr Schwanz hat oft abwechselnd helle und dunkle Streifen. Männchen unterscheiden sich von Weibchen dadurch, dass sie einen längeren Schwanz, eine kürzere, robustere Schnauze und mehr dunkle Markierungen aufweisen. Typischerweise besitzen sie auch eine gelbe Markierung nahe der Oberseite des Brutbeutels.

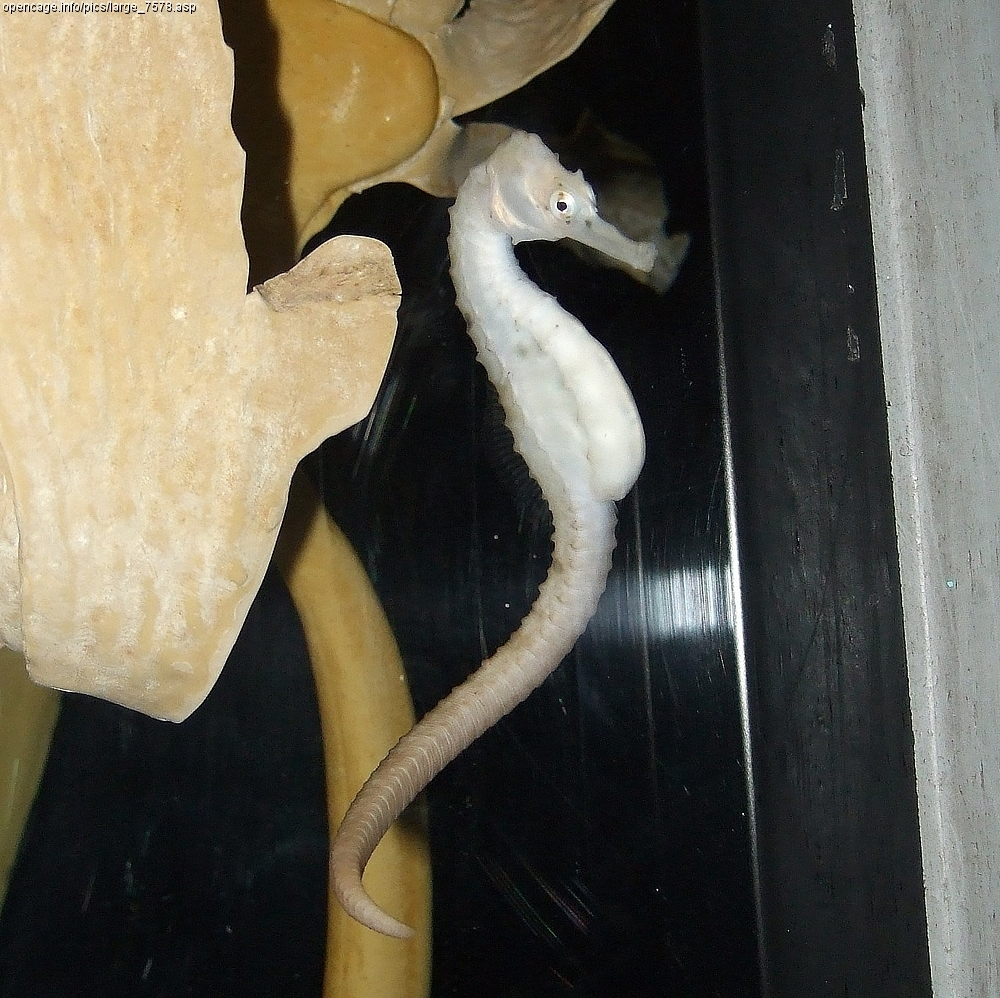
Weißes Exemplar
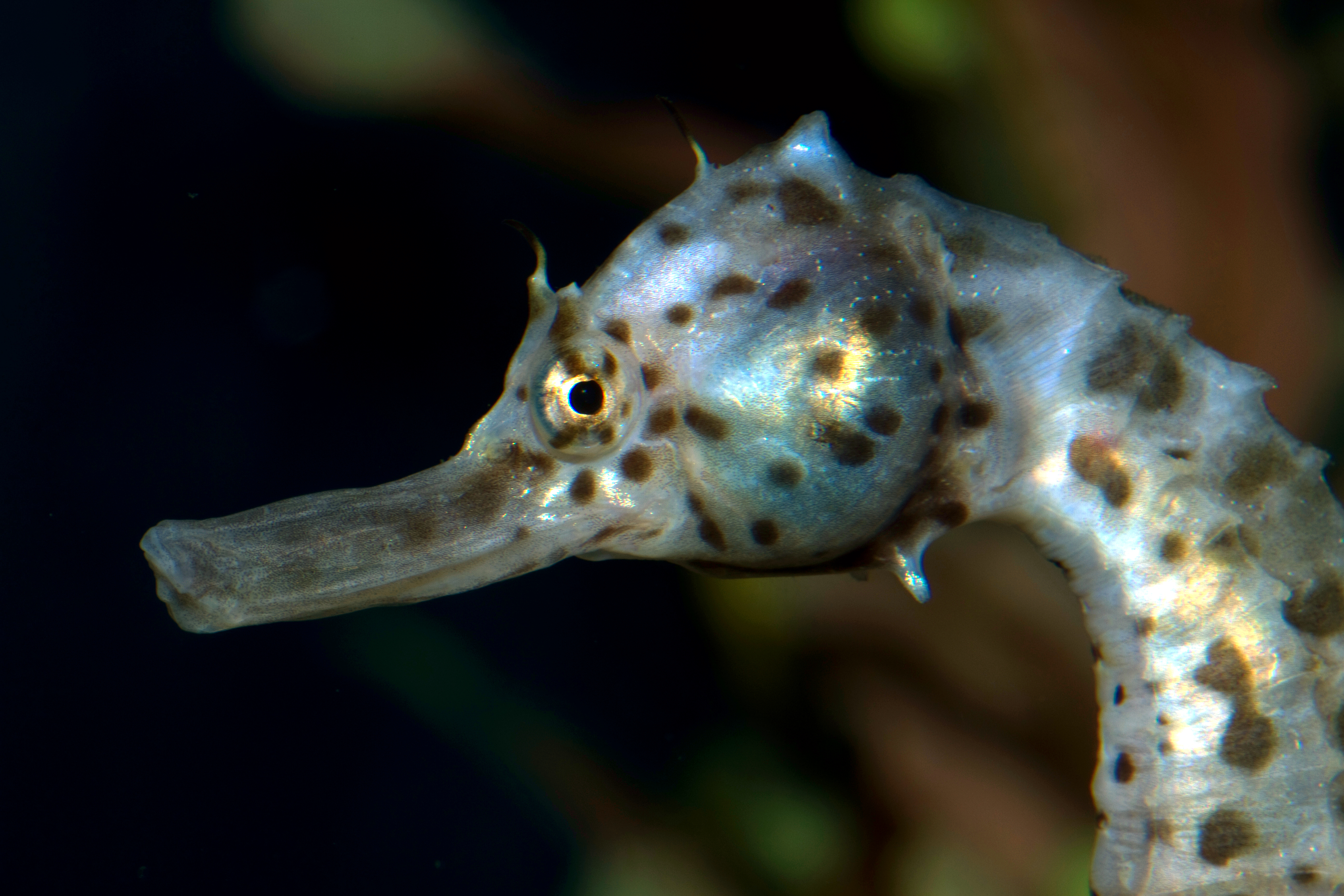
Kopf im Detail
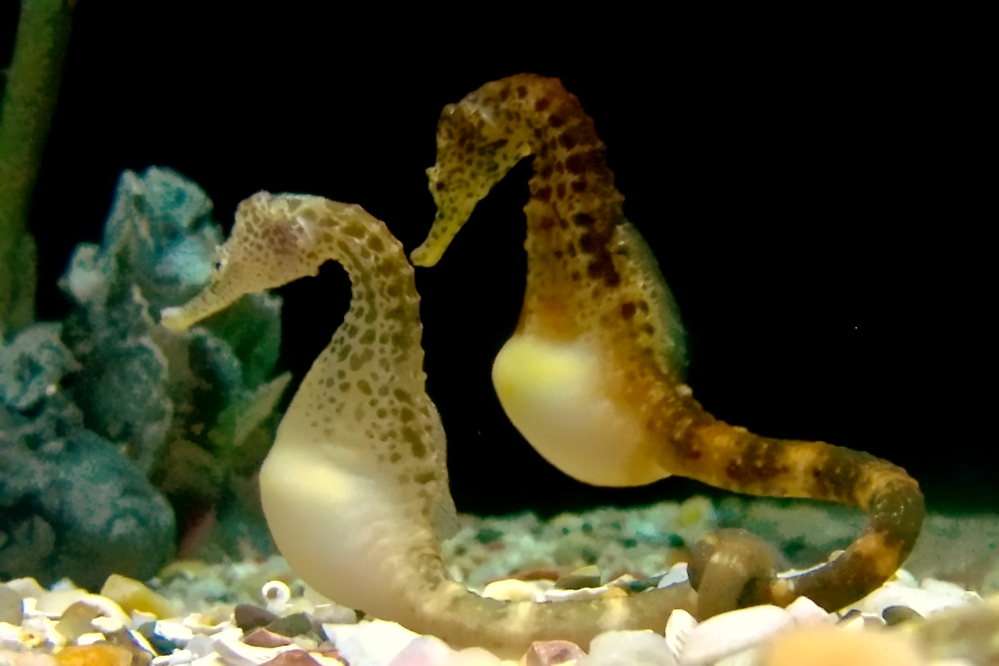

## Vorkommen
Hippocampus abdominalis kommt in den Meeresgewässern südöstlich Australiens und in ganz Neuseeland vor. In Australien kommt die Art von der Great Australian Bight bis nach Newcastle und in den Gewässern Tasmaniens vor.

## Habitat
Hippocampus abdominalis wurde in Häfen, geschützten Küstenbuchten und tiefen Gewässern in Nähe von Schwämmen gesichtet. Sie können unter Algen, Seegras und um felsigen Riffen in relativ flachem Wasser gefunden werden. In tieferem Wasser haften sie typischerweise an Schwämmen. Der Tiefenbereich variiert beträchtlich von der Wasseroberfläche bis zu 104 Metern Tiefe. Ebenso variiert der Lebensraum der Tiere von Gezeitenzone bis zu unterirdischen Felsformationen, freiliegendem offenen Meeresboden und künstlichen Strukturen. In Tasmanien wird berichtet, dass sie sich in der Nähe von großer Flussmündungen auf schlammigen Böden oder in der Nähe von Riffkanten aufhalten. Sie treten bei Wassertemperaturen von 8 bis 24 °C auf und sterben bei Temperaturen über 26 °C. Es ist nicht definitiv bekannt, ob sie Heimatgebiete besetzen oder sich frei ausbreiten, obwohl es einige Hinweise darauf gibt, dass bestimmte Populationen eine Standorttreue aufweisen können. Künstliche Strukturen scheinen ein wichtiger Lebensraum zu sein, insbesondere Stege, Netze und Lachskäfige. Zum Beispiel wurden Hunderte von Individuen auf Räubernetzen beobachtet, die Lachs-Aquakulturstifte in der Huon-Mündung in Tasmanien umgeben. In ähnlicher Weise wurde H. abdominalis seit 2003 in vernünftiger Anzahl auf dem Netz eines Schwimmgeheges im Hafen von Sydney beobachtet.

## Lebensweise
Dieses Seepferdchen ist ein Lauerjäger, es ernährt sich in freier Natur von Plankton. Durch Abklappen des Unterkiefers kann das Dickbauchseepferdchen einen starken Sog erzeugen und zieht somit seine Beute in sein röhrenförmiges Maul.
Natürliche Raubtiere umfassen Fische wie Rochen (Dipturus), Tiefseedorsche (Pseudophycis bachus), Trompetenbarsche (Latris lineata), Sandbarsche (Parapercis colias), Kingklip (Genypterus blacodes), Roter Seebarsch und Lippfische (Notolabrus fucicola). In Australien auch Plattköpfe, der Gestreifte Anglerfisch und Vögel wie Kormorane. Zudem werden sie von Zwergpinguinen gejagt.
Es wird berichtet, dass diese Art in der Dämmerung und in der Nacht aktiver ist als tagsüber. In Neuseeland (Pa. In Australien wurde beobachtet, wie sich H. abdominalis nachts in Gruppen ansammelte).

### Fortpflanzung

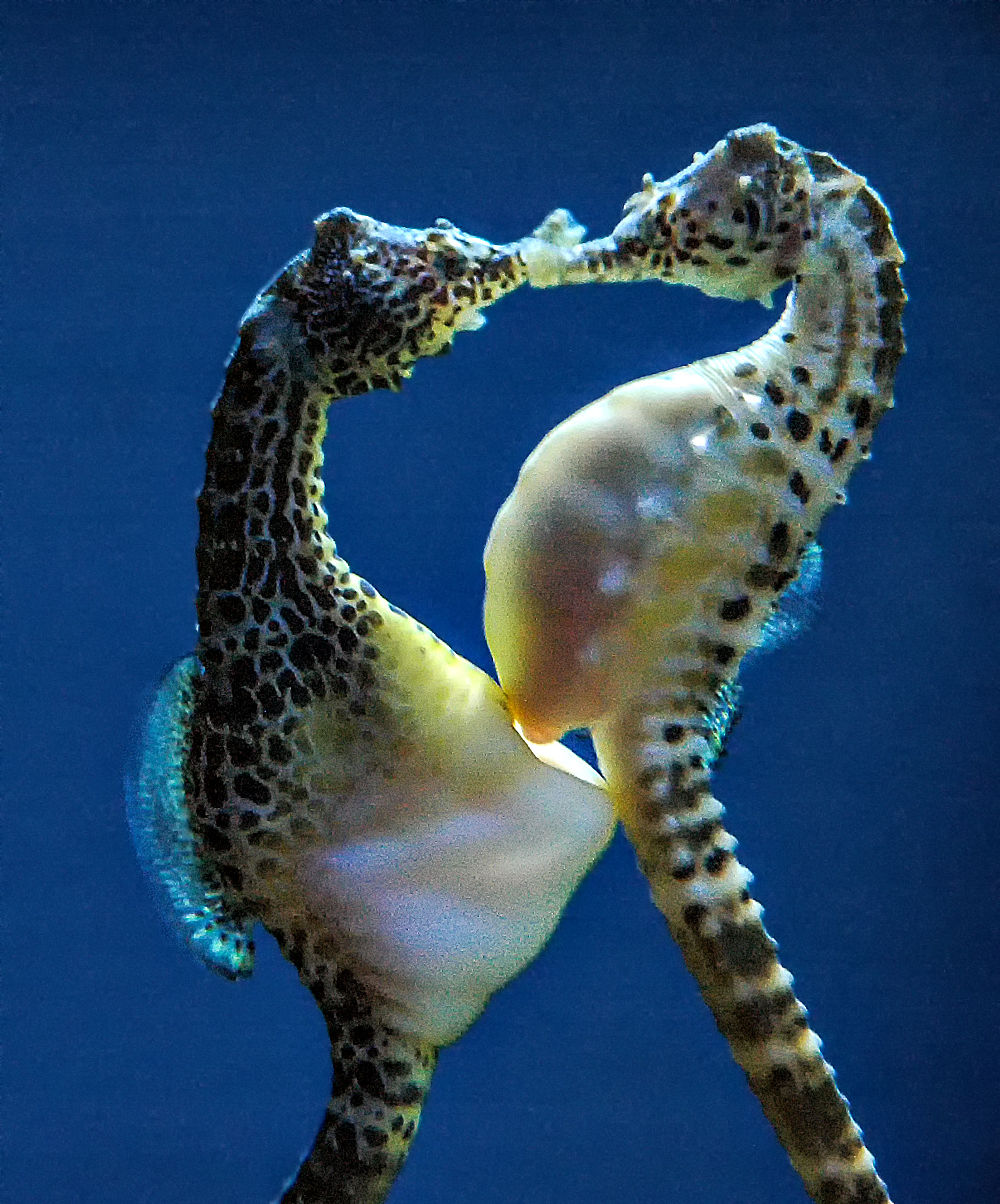
Zwei Dickbauchseepferdchen bei der Paarung, links das Männchen mit geöffnetem Beutel

Dickbauchseepferde sind in den meisten Fällen monogam, sind ovipar und vermehren sich das ganze Jahr über, mit einem Höhepunkt in den wärmeren Monaten. Die Weibchen produzieren die Eier und legen mit ihnen einen recht großen Dottervorrat an. Wie bei anderen Seepferdchen zeigt diese Art ein ausgeprägtes Balzverhalten. Männliche Exemplare pumpen wiederholt ihren Beutel mit Wasser auf, um Weibchen dazu zu bewegen, ihre Eier darin abzulegen. Beim Aufpumpen färbt sich der Beutel heller und erscheint weißlich. Dabei verfärbt sich auch der ganze Körper intensiver. Wenn Männchen ihr bevorzugtes Weibchen gefunden haben, zucken sie mit ihrem Kopf nach unten und flattern ihre Rückenflossen. Wenn das gewählte Weibchen darauf reagiert, werden Flecken und Streifen kontrastreicher und sie zuckt mit ihrem Kopf nach oben. Danach umwickeln sie sich mit ihren Schwänzen und schwimmen zur Wasseroberfläche. Beim folgenden Geschlechtsakt schwimmt das Weibchen direkt vor und leicht über dem Männchen, dabei drückt sie ihren Magen gegen den Beutel des Männchens und spritzt ihre Eier in dessen Öffnung. Auf diese Weise werden circa 300 bis 500 Eier in die Bauchtasche gespritzt, wo sie vom männlichen Sperma befruchtet werden. Danach bieten die Männchen physischen Schutz für die sich entwickelnden Embryonen. Das Laichen erfolgt von Oktober bis Januar. Jungfische werden nach einer Tragzeit von etwa 4 Wochen geboren. Während des Sommers brüten die Männchen bis zu vier Mal. Berichten einer australischen Zuchtstation zufolge hat ein männliches Seepferdchen 1116 Jungtiere geboren.
Die Neugeborenen sind schlank, 15 bis 21 Millimeter lang, mit einem relativ geraden Körper bei der Geburt, der sich innerhalb von ein bis zwei Tagen zur Erwachsenenform neigt. Danach sind die Jungtiere den erwachsenen Tieren morphologisch ähnlich. Sie haben entlang des Rumpfes und der vorderen Schwanzansätzen Stacheln von mäßiger Länge. Unmittelbar nach dem Auftauchen aus dem Beutel steigen die Jungfische an die Oberfläche und haften aneinander und schweben mit ihrem Greifschwanz im Wasser. Sie halten sich gelegentlich an treibenden Gegenständen fest. Damit sind sie selbständig und beginnen mit der Nahrungsaufnahme.

## Bedrohung

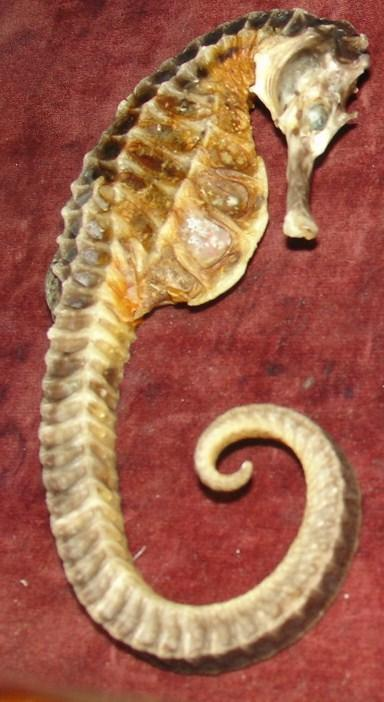
Getrocknetes Exemplar

Hippocampus abdominalis ist durch die Entwicklung der Küstengebiete und durch den Fang als Beifang in der Grundschleppnetzfischerei durch einen lokalisierten Lebensraumverlust und -abbau bedroht. Es wird jedoch angenommen, dass die Beifangniveaus niedrig sind. Gehandelt werden diese Tiere kaum, meist als Kuriositäten oder im Aquarienhandel. Getrocknet werden diese Tiere in traditionellen chinesischen Medizin als Heilmittel verwendet.
Die gesamte Gattung Hippocampus wurde im November 2002 im Anhang II des Washingtoner Artenschutzübereinkommens gelistet, dies bedeutet, dass der kommerzielle Handel nach einer Unbedenklichkeitsprüfung des Ausfuhrstaates möglich ist.

## Haltung
Grundsätzlich ist das Halten von Hippocampus abdominalis meldepflichtig und es ist beim Kauf auf entsprechende Nachweise zu achten. Des Weiteren ist das Halten von diesen Seepferdchen anspruchsvoll und sollte daher nur von Experten in Betracht gezogen werden.
Das Aquarium, in dem Dickbauchseepferdchen gehalten werden, sollte dem Tier viele Möglichkeiten bieten, sich mit ihrem Schwanz an Gegenständen oder Pflanzen fest zu halten, beziehungsweise sie zu umklammern. Möglichkeiten bieten etwa Caulerpa, Hornkorallen, Weichkorallen oder feine Keramik. Nesselnde Korallen sollten aufgrund des Nesselgifts unbedingt vermieden werden, zudem sollte das Becken höher als 50 Zentimeter und die Strömungsgeschwindigkeit niedrig sein. Das Seepferdchen sollte vier bis sechs Mal täglich gefüttert werden, aufgrund dessen sollte man auf einen leistungsstarken Abschäumer achten.

## Belege
1. 1 2 3 4 5 6 7  Hippocampus abdominalis in der Roten Liste gefährdeter Arten der IUCN 2017. Eingestellt von: Pollom, R., 19 August 2016.
2. ↑  Hippocampus abdominalis auf Fishbase.org (englisch)
3. 1 2 3 4 5  Dianne J. Bray: Bigbelly Seahorse, Hippocampus abdominalis Lesson 1827. Fishes of Australia, archiviert vom Original (nicht mehr online verfügbar) am 28. Juli 2018; abgerufen am 23. September 2018 (englisch).  Info: Der Archivlink wurde automatisch eingesetzt und noch nicht geprüft. Bitte prüfe Original- und Archivlink gemäß Anleitung und entferne dann diesen Hinweis.
4. 1 2 3 4 5 6  Dickbauchseepferdchen (Hippocampus abdominalis). WESO Software GmbH, abgerufen am 7. Januar 2019.
5. 1 2 3 4  Big-belly seahorse. Wildscreen Arkive, archiviert vom Original (nicht mehr online verfügbar) am 10. Januar 2019; abgerufen am 7. Januar 2019 (englisch).  Info: Der Archivlink wurde automatisch eingesetzt und noch nicht geprüft. Bitte prüfe Original- und Archivlink gemäß Anleitung und entferne dann diesen Hinweis.
6. ↑  R. Hawkins, Seahorse Australia, Tasmanien, Australien, in einer Korrespondenz mit S. Foster, 12. Juni 2003, zitiert in: Sara A. Lourie, Sarah J. Foster, Ernest W. T. Cooper, Amanda C. J. Vincent: A Guide to the Identification of Seahorses. Project Seahorse and TRAFFIC North America, März 2004, S. 23, ISBN 0-89164-169-6.